# Саговник Михолица
Саговник Михолица (лат. Cycas micholitzii) — вечнозелёное древовидное растение рода Саговник. Видовое латинское название дано в честь Вильгельма Михолица (1854—1932), собирателя растений и насекомых в Азии и Новой Гвинеи.

## Описание
Развитый надземный ствол отсутствует, деревянистое основание диаметром 10-15 см в узком месте; в кроне от 2 до 6 листьев.
Листья ярко-зелёные, полуглянцевые или тусклые, длиной 110—240 см. Черешок длиной 50-105 см (40-55 % от длины листа).
Пыльцевые шишки узко яйцевидные или веретенообразные, жёлтые, 15-25 см, 3-5 см диаметром. Мегаспорофилы глубоко гребенчатые. Семена яйцевидные.

## Распространение и экология
Вид распространён в Лаосе и Вьетнаме. Встречается на высоте от 130 до 600 м над уровнем моря. Этот вид растёт в низком, кустарниковом, но достаточно густом редколесье со значительным сезонными (муссонными) осадками и дополнительными круглогодичными горными осадками.
Большая часть среды обитания C. micholitzii была уничтожена во Вьетнаме.